# Sistemul de culori Munsell

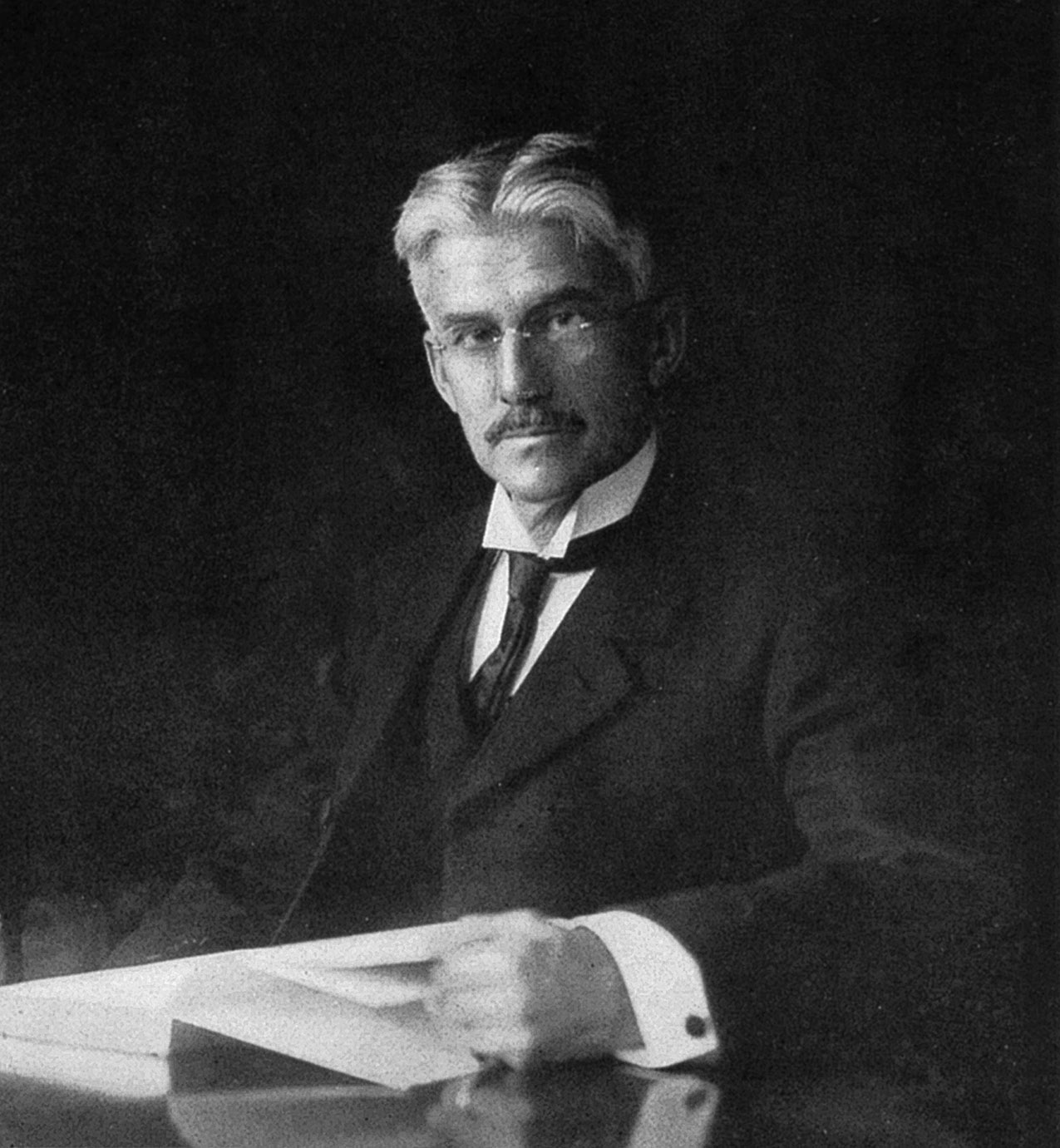
Albert Munsell

Sistemul de culori Munsell este un spațiu de culoare în care culorile sunt specificate pe baza a trei dimensiuni nuanța (engleză hue), luminozitatea (engleză value) și saturația (engleză chroma). Acest sistem a fost creat de profesorul Albert Henry Munsell la începutul secolului al XX-lea.
Multe sisteme de ordonare a culorilor au incercat să plaseze culorile într-un spațiu de culori tridimensional, dar sistemul propus de Munsell a reușit acest lucru într-o manieră mult mai simplă și precisă, fapt ce a determinat o adoptare a lui pe scară largă. Sistemul de culori inventat de Munsell și modificările ulteriore aduse acestuia, s-au bazat pe măsurători riguroase asupra precepției vizuale a colorilor de către subiecții umani. Acest fapt a făcut ca studiile inițiate de Munsell să stea la baza unei abordări științifice a studiului culorilor.
Sistemul de culori Munsell a surclasat sistemele existente în acea perioadă (fiind utilizat și în prezent) și stă la baza multor sisteme actuale, cum ar fi: CIE XYZ, CIELAB (L*a*b*), CIECAM02 etc.

## Descriere
În spațiul de culori Munsell, culorile sunt specificate pe baza a trei dimensiuni nuanța (hue), luminozitatea (value) și saturația (chroma).

### Nuanța
În acest sistem, „nuanța” este reprezentată prin cinci culori de bază și anume: roșu (Red), galben (Yellow), verde (Green), albastru (Blue) și violet (Purple), la care se adaugă culorile complementare portocaliu (YR - yellow-red), verde-gălbui (GY - green-yellow), turcoaz (BG - blue-green), violet-albăstrui (PB - purple-blue) și magenta (RP - red-purple);
fiecare dintre aceste culori împart în 10 trepte (de la 1 la 10) ce determină tranziția dintre ele (de ex. pentru roșu avem 1R, 2.5R,... 10R).

### Luminozitatea
Luminozitatea culorii este reprezentată prin numere de la 0 (negru) la 10 (alb) dispuse pe o scară verticală, astfel: 0 la bază și 10 la partea superioară. Între capetele scării se distribuie 9 tonuri de gri.

### Saturația
Saturația culorii este reprezentată prin scări de valori numerice de la 1 până la 26, sau chiar până la 30 (în anumite situații foarte rare, neîntâlnite în practica curentă).

## Aplicații
Test de evaluare cromatică Munsell-Farnsworth. Acest test este o metodă simplă și foarte utilă pentru a măsura modul și capcitatea de a percepe culorile a unei persoane. Testul este utilizat de instituțiile guvernamentale și de industrie de peste 40 de ani, pentru depistarea anomaliilor în perceperea culorilor. Testul de evaluare cromatică Munsell-Farnsworth constă din patru seturi ce conțin 85 capsule color de referință (a căror culoare variază) ce acoperă întreg spectrul vizibil. Rolul acestui test este de a verifica capacitatea unei persoane de a plasa în ordine corectă culorile. Pe baza rezultatelor acestui test, evaluate pe baza unui set de răspunsuri standardizate, se determină dacă culorile sunt corect percepute (în daltonism, de exemplu, verdele este perceput ca roșu și invers) și se calculează gradul de discriminare cromatică (gradul de diferențiere a culorilor). Acest test este, în general, aplicat la ora actuală pe baza "Farnsworth Munsell 100 Hue Test", produs standardizat și comercializat de X-Rite, Incorporated (proprietarul actual al Munsell Color Company și implicit a brevetelor și măcilor înregistrate de aceasta).
Tabelul de culori ale solului Munsell (engleză Munsell Soil color chart) este o aplicație a Sistemului de culori Munsell (realizată de Munsell Color Company în colaborare cu USDA Soil Conservation Service) și cuprinde 7 planșe cu 196 dintre principalele culori ale solului.